# 绣缎镇
绣缎镇是中国广东省河源市连平县下辖的一个镇，位于连平县东南部，地处灯塔盆地。辖区总面积78.7平方公里，下辖1个社区10个村，总人口1.4万人。

## 行政区划
绣缎镇下辖以下村级行政区划单位
绣缎社区、新建村、尚岭村、沙径村、建民村、塔岭村、坳头村、民主村、金溪村和红星村。